# Judas Christ
Judas Christ (с англ. — «Иуда Христос») — седьмой студийный альбом шведской метал-группы Tiamat, вышедший 30 апреля 2002 года лейблом Century Media Records. Выход Judas Christ закрепил превращение Tiamat в готик-рок-группу, отказавшись от всех, кроме нескольких второстепенных элементов хэви-метала, и предложив альбом, основанный в школе написания песен Nosferatu и Sisters of Mercy.
Записанный в копенгагенской студии звукозаписи Puk, альбом также содержал жизнеутверждающий и позитивный посыл, чего группа никогда по-настоящему не демонстрировала ни на одном из предыдущих релизов. Значительная часть немногочисленных поклонников и обозревателей творчества этого замечательного коллектива объединяют дилогию альбомов Skeleton Skeletron (1999 г.), и этот альбом, общим понятием «позитивная эра Tiamat». Альбом не сыскал коммерческого успеха.

## Об альбоме
Это первый альбом, который не был записан на студии Woodhouse Studios в Хагене, а на Puk, Medley & Sun Studios в датском селе Гьерлев, где за год до этого был записан единственный альбом проекта Lucifire This Dollar Saved My Life at Whitehorse. Так же, по сравнению с временами записи Skeleton Skeletron, изменилась коллективная составляющая группы: в группу повторно вернулся гитарист Томас Петерссон.
На Judas Christ группа продолжила ориентированную на готический стиль предыдущего релиза группы, постепенно добавляя влияния различных поджанров рока. Однако некоторые песни, такие как «Vote for Love», очень доступны и построены по простой схеме «куплет-припев», также в ритмах песен преобладают танцевальные мотивы. Иногда использовались необычные инструменты, такие как скрипка, ситар или диджериду. Отдельного упоминания заслуживают названия песен и тексты: упоминания созвездий Водолея, Венеры и Козерога, мистических образов и персонажей. Общий характер текстов песен стал нести «позитивный», приключенческий и философский характер с налётом готической мрачности.
Основной трек-лист альбома представлен 12 композициями, разбитыми на логические части-главы: Spinae (1-4), Tropic of Venus (5-7), Tropic of Capricorn (8-10) и Casadores (11-12). Бонус-композиции в лимитированной версии альбома также были выделены и обозначены как The Hamburg Tapes.
Оригинальную обложку к Judas Christ готовил сам Эдлунд — основатель группы начиная с «позитивной эры» оформлял релизы сам. Художественное оформление образно представляет библейскую тему смирения и жертвенности.

## Критический приём
| Оценки критиков | Оценки критиков |
| Источник        | Оценка          |
| --------------- | --------------- |
| AllMusic        | [ 3 ]           |
| Rock Hard       | [ 2 ]           |

Альбом занял 28-е место в Германия и 52-е место в Швеции. Вольф-Рюдигер Мюльманн написал в своей рецензии для журнала Rock Hard следующее, что альбом представляет собой "важный этап на пути к старой форме и новому самосознанию. Он похвалил «небольшие, но чрезвычайно плотные по композиции и очень эффектные по настроению элементы», которые обогатили звучание дарк-рока. Его рейтинг составил восемь баллов из десяти. Адам Брегман из AllMusic присвоил ему 1,5 звезды из пяти, раскритиковав название альбома, тексты песен, исполненные любви и астрологии; а также звучание альбома: по его словам он был «перепродюсирован».

## Список композиций
Автор текстов песен Юхан Эдлунд, за исключением песни «Spine» — Эдлунд, Андерс Иверс и Ларс Ниссен. Композитор всех песен — Йохан Эдлунд, за исключением отмеченных.
| №  | Название                           | Длительность |
| -- | ---------------------------------- | ------------ |
| 1. | «The Return of the Son of Nothing» | 4:58         |
| 2. | «So Much for Suicide»              | 4:22         |
| 3. | «Vote for Love»                    | 4:49         |
| 4. | «The Truth's for Sale»             | 4:40         |

| №  | Название                  | Музыка                                 | Длительность |
| -- | ------------------------- | -------------------------------------- | ------------ |
| 5. | «Fireflower»              | Эдлунд, Скольд                         | 3:46         |
| 6. | «Sumer by Night»          | Иверс, Эдлунд, Скольд, Томас Петерссон | 2:37         |
| 7. | «Love Is as Good as Soma» |                                        | 6:42         |

| №   | Название                   | Музыка        | Длительность |
| --- | -------------------------- | ------------- | ------------ |
| 8.  | «Angel Holograms»          |               | 3:38         |
| 9.  | «Spine»                    | Иверс, Ниссен | 4:04         |
| 10. | «I Am in Love with Myself» |               | 4:22         |

| №                   | Название            | Длительность |
| ------------------- | ------------------- | ------------ |
| 11.                 | «Heaven of High»    | 3:51         |
| 12.                 | «Too Far Gone»      | 4:49         |
| Общая длительность: | Общая длительность: | 52:43        |

| №                   | Название                           | Длительность |
| ------------------- | ---------------------------------- | ------------ |
| 13.                 | «Sixshooter»                       | 4:09         |
| 14.                 | «However You Look at It You Loose» | 4:08         |
| Общая длительность: | Общая длительность:                | 60:56        |

## Участники записи
Tiamat
- Юхан Эдлунд — вокал, гитара, клавишные
- Томас Петерссон — гитара
- Андерс Иверс — бэк-вокал, гитара, бас-гитара
- Ларс Скольд — бэк-вокал, перкуссия, барабаны

Приглашённые музыканты
- Трилле Пальсгаард — бэк-вокал
- Питер Моссман — клавишные, музыкальное программирование, диджериду
- Maska — скрипка, ситар, уд

Производственный персонал
- Ларс Ниссен — продюсер, звукоинженер, сведение, бэк-вокал, клавишные

## Чарты

### Чарт недели
| Чарт (2002 г.)                | Позиция |
| ----------------------------- | ------- |
| Швеция (Sverigetopplistan)    | 52      |
| Германия (Offizielle Top 100) | 28      |

### Чарт месяца
| Чарт (2002 г.)        | Позиция в чарте |
| --------------------- | --------------- |
| Poland (ZPAV Top 100) | 39              |